# 黄腺羽蕨
黄腺羽蕨（学名：Pleocnemia winitii）为叉蕨科黄腺羽蕨属下的一个种。